# 峯山昭範
峯山 昭範（みねやま あきのり、1935年〈昭和10年〉11月29日 - 2025年7月18日）は、日本の政治家、元公明党参議院議員（4期）。近畿大学教養学部教授。

## 来歴
鹿児島県出身。近畿大学法学部卒。聖教新聞社に入り、創価学会関西本部事務局長などを歴任する。1968年の第8回参議院議員通常選挙で全国区から公明党公認で立候補して初当選。連続3期務めた後、1986年の第14回参議院議員通常選挙から大阪府選挙区に転じた。参議院法務委員長、参議院国会対策委員長、国民運動本部長、大阪府本部長などを歴任した。4期連続務めた1992年に引退。議員引退後は近畿大学教授に就任した。
2025年7月18日、老衰のため死去。89歳没。